# Sezonul pescărușilor
Sezonul pescărușilor este un film românesc din 1985 regizat de Nicolae Oprițescu după un scenariu de Constantin Munteanu. Rolurile principale au fost interpretate de actorii Dan Condurache, Carmen Galin și Dorel Vișan.
Filmul a fost interzis în perioada comunismului deoarece tratează plagiatul unei teze de doctorat în chimie. A avut premiera în 1990.

## Distribuție
Distribuția filmului este alcătuită din:
- Florin Tănase[3]
- Petre Tanasievici
- Coca Enescu
- Cătălin Ciornei
- Dumitru Onofrei
- Gina Patrichi
- Maria Rotaru
- Camelia Zorlescu
- Dorel Vișan — Simion
- Nicolae Praida
- Vasile Muraru
- Ana Ciontea
- Carmen Galin — Liliana Păduraru
- Constantin Drăgănescu
- Marcel Iureș
- Constantin Codrescu
- George Constantin
- Dan Condurache — Sandu Popescu
- Constantin Ghenescu
- Valentin Teodosiu
- Radu Amzulescu

## Primire
Filmul a fost vizionat de 59.411 spectatori în cinematografele din România, după cum atestă o situație a numărului de spectatori înregistrat de filmele românești de la data premierei și până la data de 31 decembrie 2014 alcătuită de Centrul Național al Cinematografiei.